# Traditionis custodes
Traditionis custodes (Custodios de la tradición) es un motu proprio del papa Francisco, publicado el 16 de julio de 2021. Retira los amplios permisos concedidos por el papa Benedicto XVI con el documento Summorum Pontificum del 7 de julio de 2007 para la utilización del Misal Romano de 1962 y declara que, contrariamente a lo que Benedicto afirmó acerca de la existencia de dos formas del rito romano, por él llamadas la ordinaria y la extraordinaria, "los libros litúrgicos promulgados por los santos Pontífices Pablo VI y Juan Pablo II, en conformidad con los decretos del Concilio Vaticano II, son la única expresión de la lex orandi del Rito Romano".
El motu proprio va acompañado de una carta a los obispos del mundo para explicar las razones que llevaron al Papa a tomar la decisión de la promulgación del motu proprio.

## Antecedentes

### Reformas del Vaticano II
En 1970, se publicó una revisión de la misa del rito romano basada en las indicaciones dadas por el Concilio Vaticano II en su constitución conciliar Sacrosanctum Concilium. Se permitió el uso de la lengua vernácula en la medida que lo decidiesen, con la aprobación de la Santa Sede,  las conferencias episcopales. El Concilio decretó una simplificación de los ritos, suprimiendo cosas duplicadas o añadidas con el correr del tiempo, y restableciendo cosas que habían desaparecido como la oración de los fieles, y proporcionó una cantidad mucho mayor de lecturas bíblicas. También fueron revisados los ritos de los otros sacramentos y la liturgia de las horas.

### Juan Pablo II
En la Iglesia católica algunas corrientes resistieron estas reformas. En 1984 Juan Pablo II otorgó a cada obispo diocesano la facultad de permitir a los sacerdotes y grupos que selo pidieran celebrar la misa utilizando el Misal Romano de 1962, en uso durante el Concilio Vaticano II, que decretó su revisión. Los beneficiarios del permiso debían asegurar claramente de no tener relaciones con los que cuestionaban la validez y rectitud doctrinal del Misal de 1970. Además, las celebraciones debían ser en latín y normalmente fuera de las iglesias parroquiales. La noticia de la concesión de esta facultad fue comunicada a los presidentes de las conferencias episcopales con la carta Quattuor abhinc annos de la Congregación para el Culto Divino el 3 de octubre de 1984.
En 1998, Juan Pablo II reafirmó esta disposición en un "motu proprio" con el que deploró la actividad de Monseñor Marcel Lefebvre. Apeló "a todos los que hasta ahora han estado vinculados de diversos modos con las actividades del arzobispo Lefebvre, para que cumplan el grave deber de permanecer unidos al Vicario de Cristo en la unidad de la Iglesia católica"; y les aseguró que "deseo también manifestar mi voluntad — a la que pido que se asocie la voluntad de los obispos y de todos los que desarrollan el ministerio pastoral en la Iglesia — de facilitar su vuelta a la comunión eclesial a través de las medidas necesarias para garantizar el respeto de sus justas aspiraciones", y dijo: "se habrá de respetar en todas partes, la sensibilidad de todos aquellos que se sienten unidos a la tradición litúrgica latina, por medio de una amplia y generosa aplicación de las normas emanadas hace algún tiempo por la Sede Apostólica, para el uso del Misal Romano según la edición típica de 1962"

### Benedicto XVI
En discusiones que hubo bajo Benedicto XVI entre la Santa Sede y la Hermandad Sacerdotal San Pío X, monseñor Bernard Fellay, superior general de la Hermandad, apresentó dos demandas preliminares: a) el reconocimiento del derecho de todo sacerdote católico a celebrar la Misa tridentina, y b) la remoción de la excomunión de los cuatro obispos de la Fraternidad. La excomunión fue levantada el 21 de enero de 2009. El 7 de julio de 2007, en sustitución de los documentos de Juan Pablo II, Benedicto XVI declaró que en las Misas celebradas sin el pueblo, todo sacerdote católico de rito latino, tanto secular como religioso, puede utilizar el Misal de 1962 y que los grupos solo necesitan la autorización del cura párroco, no del obispo, para su uso público. Declaró también que además de la misa del rito romano promulgada en cumplimiento de las directivas del Concilio Vaticano II (por él llamado la forma ordinaria), debe todavía ser considerado como expresión extraordinaria del mismo rito romano la revisión de Juan XXIII de la misa tridentina. Dentro de la Hermandad se manifestó una fuerte oposición al propuesto acercamiento con la Santa Sede y no se llegó a ningún acuerdo, pero tras la renuncia de Benedicto XVI, Fellay le declaró su gratitud por haber afirmado que la Misa tradicional nunca había sido abrogada y por haber levantado la excomunión de los obispos.

### Examen de la situación en 2020
El 7 de marzo de 2020, la Congregación para la Doctrina de la Fe envió a las conferencias episcopales del mundo un cuestionario de nueve preguntas sobre la implementación en cada diócesis del Summorum Pontificum.
El 24 de mayo de 2021, en una "sesión de preguntas y respuestas a puerta cerrada", el papa Francisco informó a los obispos participantes en la asamblea de la Conferencia Episcopal Italiana que el borrador de un texto restringiendo la celebración de la Misa anterior al Vaticano II esperaba su firma.
El texto de Traditionis custodes se publicó finalmente el 16 de julio de 2021, dos días después de que Francisco regresara al Vaticano después de nueve días en el hospital.

## Contenido

### Descripción general

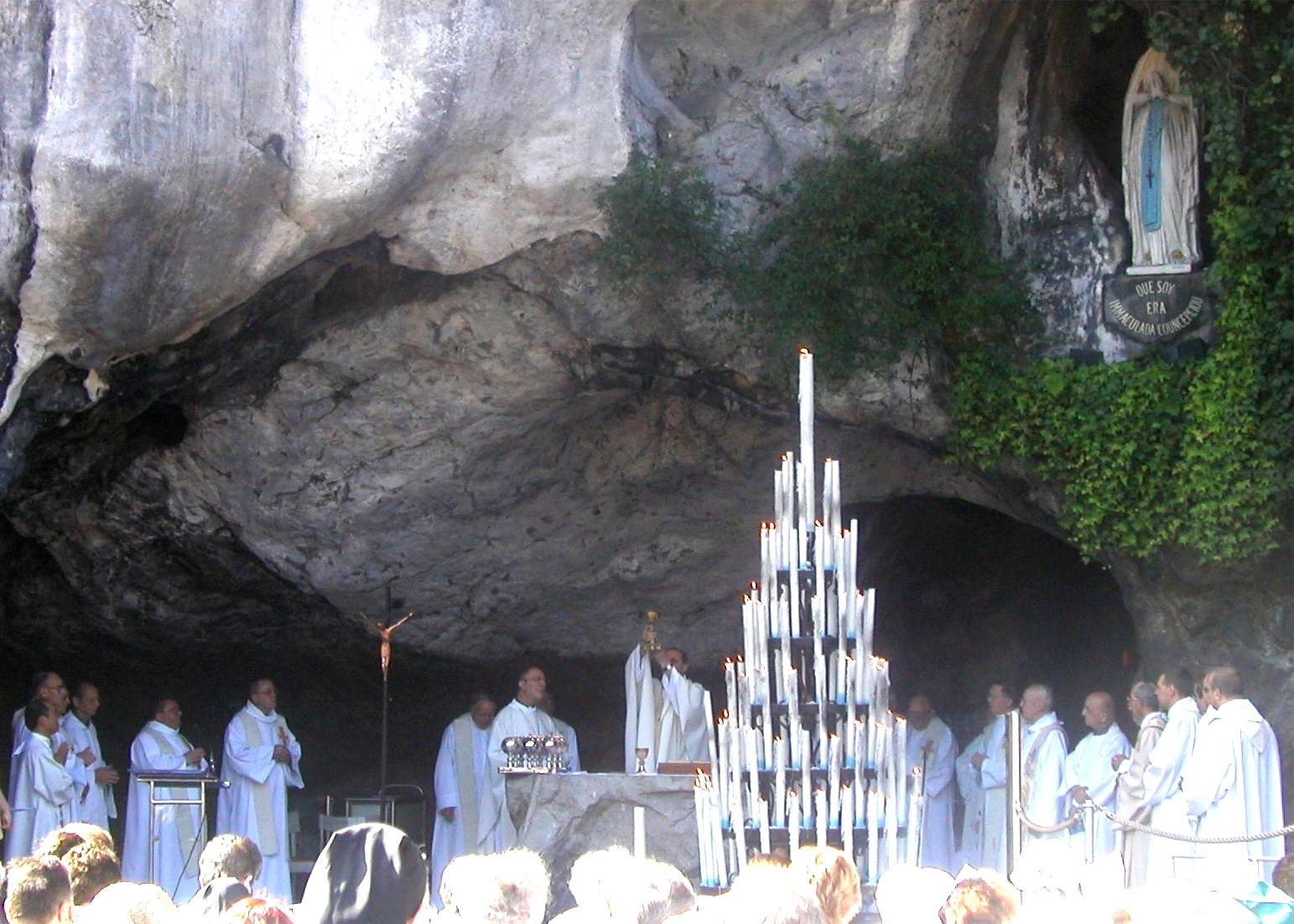
Misa celebrada de acuerdo con "la única expresión de la lex orandi del Rito Romano"

El motu proprio, que "pretende restablecer en toda la Iglesia de Rito Romano una única e idéntica oración que exprese su unidad", indica las condiciones en las que el permiso de usar se puede otorgar el permiso de usar todavía el misal de 1962 y las normas para los obispos sobre la pastoral de grupos que celebran según este misal. Una carta dirigida a los obispos, que acompañó el motu proprio, así explicó su contenido y motivos.
Las disposiciones de Traditionis custodes, que entraron en vigor el 16 de julio de 2021, sustituyeron a las del motu proprio Summorum Pontificum, promulgado por el Papa Benedicto XVI el 7 de julio 2007.
El 18 de diciembre de 2021, la Congregación para el Culto Divino y la Disciplina de los Sacramentos publicó aclaraciones, aprobadas por el Papa Francisco, sobre la implementación de su motu proprio en forma de Responsa ad dubia.

### Medidas
Las medidas legislativas decretadas por el Traditionis custodes están organizadas en ocho artículos:

#### Artículo 1
Se declara que ya no hay dos formas, una ordinaria y una extraordinaria, como afirmaba Summorum Pontificum, de la misa del rito romano, sino una única forma, que es precisamente el Misal revisado de acuerdo con las instrucciones del Concilio Vaticano II. Juan José Silvestre, profesor de Liturgia en la Universidad Pontificia de la Santa Cruz, observa que "desde el punto de vista litúrgico, esta es la afirmación fundamental".
Las aclaraciones de la Congregación para el culto divino indican que este artículo se refiere no solo al Misal romano, sino también al Ritual romano y al Pontificale romano.

#### Artículo 2
El segundo artículo establece que es "competencia exclusiva" del obispo diocesano autorizar el uso del Misal romano de 1962 en su diócesis "de acuerdo con las directrices de la Sede Apostólica" y así deroga la concesión, independientemente del obispo, de esa autoridad a los curas párrocos de los grupos que deseen utilizar ese misal.

#### Artículo 3
Otra medida es que "el obispo, en las diócesis en las que hasta ahora hay presencia de uno o más grupos que celebran según el misal anterior a la reforma de 1970" debe "comprobar que estos grupos no excluyan la validez y la legitimidad de la reforma litúrgica, de los dictados del Concilio Vaticano II y del Magisterio de los Sumos Pontífices".
Además, el obispo diocesano tiene que "indicar uno o más lugares", excluyendo las iglesias parroquiales y sin erigir nuevas parroquias personales, donde los fieles adherentes de estos grupos puedan reunirse para la misa.
Las aclaraciones del motu proprio establecen que, cuando no sea posible identificar una iglesia, oratorio o capilla disponible para recibir a los fieles que celebran con el Misal de 1962, el obispo diocesano puede solicitar a la Congregación para el culto divino y la disciplina de sacramentos una dispensa de esta norma para poder permitir la celebración en una iglesia parroquial. Sin embargo, no es apropiado que esta celebración (ya que solo asisten los fieles adheridos al grupo) se incluya en el horario de las misas parroquiales o se coloque en conjunto con las actividades pastorales de la comunidad parroquial.
El obispo diocesano también debe establecer "los días en que se permiten las celebraciones eucarísticas utilizando el Misal Romano promulgado por San Juan XXIII en 1962" y asegurarse de que las lecturas sean "en lengua vernácula, utilizando las traducciones de la Sagrada Escritura para uso litúrgico, aprobadas por las respectivas Conferencias episcopales". Dado que no existe y no será autorizado un leccionario vernáculo para el ciclo (anual) de lecturas del Misal de 1962, necesariamente se debe usar la Biblia en la traducción aprobada por el competente Conferencia episcopal para uso litúrgico, eligiendo en ella las perícopas indicadas en este Misal.
Además, el obispo diocesano debe nombrar a un idóneo sacerdote que, como su delegado, se encargue de las celebraciones y de la atención pastoral de esos grupos: uno que sea competente en el uso del Misal de 1962, sepa el latín lo suficiente para comprender plenamente las rúbricas y los textos litúrgicos y sea animado por una viva caridad pastoral y un sentido de comunión eclesial. El sacerdote debe preocuparse no solo de la celebración digna de la liturgia, sino también de la atención pastoral y espiritual de los fieles.
El obispo diocesano también debe "proceder en las parroquias personales erigidas canónicamente en beneficio de estos fieles, a una valoración adecuada de su utilidad real para el crecimiento espiritual, y evaluar si las mantiene o no".
El obispo diocesano debe "cuidar de no autorizar la creación de nuevos grupos".

#### Artículos 4 y 5
Los sacerdotes ordenados después de la publicación del motu proprio que deseen celebrar misas según la misa tridentina "deben presentar una solicitud formal al obispo diocesano, quien consultará a la Sede Apostólica antes de otorgar esta autorización". Los sacerdotes que ya celebran utilizando el misal romano de 1962 "deberán solicitar al obispo diocesano la autorización para seguir disfrutando de esta facultad".

#### Artículos 6 y 7
Los institutos de vida consagrada y las sociedades de vida apostólica que fueron establecidos por la Pontificia Comisión Ecclesia Dei, que fue creada por Juan Pablo II en 1988 y se fusionó con la Congregación para la Doctrina de la Fe en 2019, ahora están bajo la jurisdicción de la Congregación para los Institutos de Vida Consagrada y las Sociedades de Vida Apostólica (CICLSAL).
Tanto la CICLSAL como la Congregación para el Culto Divino y la Disciplina de los Sacramentos "para asuntos de su particular competencia, ejercen la autoridad de la Santa Sede con respecto a la observancia de estas disposiciones", dijo el papa Francisco; eso significa que las solicitudes deben enviarse a estos dos dicasterios, y que esos dos dicasterios ejercen la autoridad de la Santa Sede en la supervisión de estas disposiciones.

#### Artículo 8 y entrada en vigor
El último artículo dice: "Se derogan las normas, instrucciones, permisos y costumbres anteriores que no se ajusten a las disposiciones del presente Motu Proprio". "Esto quiere decir que las disposiciones que sean contrarias o distintas a lo establecido en este documento quedan abolidas. El texto anterior más importante sobre este tema es el motu proprio Summorum Pontificum de Benedicto XVI, publicado en 2007."
El motu proprio "entra en vigor inmediatamente".

## Carta adjunta
Papa Francisco acompañó Traditionis custodes con una carta dirigida a los obispos del mundo en la que afirmaba que fue por querer favorecer la recomposición del cisma con el movimiento liderado por el arzobispo Lefebvre y recomponer la unidad de la Iglesia que Juan Pablo II en 1984 y 1988 concedió a los obispos diocesanos una facultad de permitir el uso del Misal romano de 1962, concesión que muchos dentro de la Iglesia interpretaron como posibilidad de utilizar libremente el Misal Romano promulgado por san Pío V en paralelo con la edición revisada por san Pablo VI. Para regular esta situación, Benedicto XVI intervino con una disposición que él creyó no socavaría la autoridad del Concilio Vaticano II, cuestionando una de sus decisiones esenciales, ni crearía rupturas en las comunidades parroquiales. Pero en la realidad, como confirmaron las respuestas al relativo cuestionario de la Congregación para la Doctrina de la Fe del 2000, quedó desconocida la intención pastoral de estos dos papas por mantener y restaurar la unidad de la Iglesia y se aumentaron los contrastes que herían a la Iglesia, obstaculizaban su progreso y la exponían al riesgo de divisiones. Por eso sus concesiones no tuvieron el desarrollo deseado, por lo que Francisco tuvo que intervenir, dada la amenaza a la unidad de la Iglesia.
Estigmatizó fuertemente la falta de parte de ciertos sacerdotes de fidelidad a las prescripciones del nuevo Misal, que a veces conduce a deformaciones en el límite de lo soportable, pero se declaró entristecido también por "el uso instrumental del Missale Romanum de 1962, que se caracteriza cada vez más por un rechazo creciente no sólo de la reforma litúrgica, sino del Concilio Vaticano II, con la afirmación infundada e insostenible de que ha traicionado la Tradición y la 'verdadera Iglesia'".
Afirmó que por la reforma litúrgica posconciliar el rito romano, adaptado varias veces a lo largo de los siglos a las necesidades de los tiempos, ha sido conservado y también renovado en fiel respeto a la Tradición, como exige la constitución conciliar  Sacrosanctum Concilium . Y declaró: "Es para defender la unidad del Cuerpo de Cristo que me veo obligado a revocar la facultad concedida por mis Predecesores. El uso distorsionado que se ha hecho de ella es contrario a las razones que los llevaron a conceder la libertad a celebrar la Misa con el Missale Romanum de 1962".
Como san Pío V estableció un único Missale Romanum que, como expresión principal de la lex orandi del rito romano, desempeñó durante cuatro siglos una función unificadora en la Iglesia, el papa Francisco en su carta declaró su intención de restablecer en toda la Iglesia de rito romano la posibilidad de elevar, en la variedad de lenguas, "una misma oración" que expresara su unidad.

## Reacciones iniciales

### Papa emérito Benedicto XVI
Según el arzobispo Georg Gänswein, secretario personal de Benedicto XVI, la reacción del papa emérito al conocer el motu proprio Traditionis custodes fue, por un lado, de aceptación, considerando que «el Pontífice reinante tiene la responsabilidad de decisiones como esta y debe actuar de acuerdo con lo que él considera que es el bien de la Iglesia», pero, por otro lado, de decepción, pues le pareció un error y un cambio de rumbo decisivo que ponía en peligro el intento de paz que se había hecho catorce años antes con el motu proprio Summorum Pontificum. Ratzinger también expresó a su secretario que era peligroso arrinconar e infundir animadversión en un grupo de fieles, haciéndolos sentir perseguidos. De acuerdo con Gänswein, le causó además gran sorpresa que el papa Francisco afirmase estar remontándose a «las verdaderas intenciones» de Benedicto XVI (él) y de Juan Pablo II y le disgustó que Francisco se burlase del conocimiento de la lengua latina por parte del clero, algo que iría en contra de lo expresado por el propio Concilio Vaticano II.

### Académicos
Kurt Martens, profesor de derecho canónico en la Universidad Católica de América, señaló que el término "forma extraordinaria" ya no se usa en la nueva legislación y que el nuevo motu proprio "establece que los libros litúrgicos promulgados de conformidad con los decretos del Concilio Vaticano II son la expresión única de la lex orandi del Rito Romano". Agrega: "Los obispos diocesanos tienen una amplia responsabilidad con respecto al uso de la liturgia anterior".
Christopher Bellitto, profesor de historia de la Iglesia en la Universidad de Kean, dijo que Francisco tenía razón al intervenir, y señaló que la decisión original de Benedicto XVI había tenido numerosas consecuencias no deseadas que no solo dividieron a la iglesia, sino que también alteraron temporalmente las relaciones con los judíos. "Francisco lo golpea en la cabeza con su observación de que la flexibilización de las regulaciones contra el rito latino en 2007 por Benedicto XVI permitió que otros lo usaran para dividir", dijo Bellitto. "El retroceso prueba su punto".
Martin Klöckener, profesor de liturgia en la Universidad de Friburgo, acogió el motu proprio como una corrección necesaria al enfoque de Benedicto. Señaló que restauró algo de la autoridad que Benedicto XVI había negado a los obispos locales. También dio la bienvenida al enfoque de Francisco que hace de la Misa de Juan XXIII la única forma de Misa preconcilar ahora permitida. Él cree que Francisco actuó porque en la encuesta de 2020 "muchos obispos hablaban un lenguaje más claro del se escuchaba en público".
Douglas Farrow, profesor de teología y ética en la Universidad McGill, escribió: "En resumen: Traditionis Custodes, lamentablemente, confirma que la antigua Misa se ha convertido de hecho en un representante en la lucha por el legado del Vaticano II, tanto por un lado como por por otro. También confirma que en Roma la rigidez está a la orden del día".

### Periodistas
La decisión del papa Francisco fue interpretada por Raymond J. de Souza como una decisión más "sociológica" relacionada con la unidad en la Iglesia católica que un juicio de las cualidades espirituales del Misal Tridentino.
Michael Sean Winters escribe:

A los aficionados al antiguo rito les gusta hablar sobre cómo ese rito transmite de manera única el sentido de que cada misa es parte del único sacrificio eterno de Cristo […] Si la Eucaristía es, como enseñó el Vaticano II, la fuente y la cumbre de la fe católica , entonces sabemos que cuando la celebración de la Eucaristía no sirve a la unidad de la Iglesia, algo anda mal y nunca es culpa de aquel cuyo sacrificio conmemoramos.

### Eclesiásticos
El cardenal estadounidense "archiconservador" Raymond Burke dijo al National Catholic Register que "él ve una serie de fallas en Traditionis Custodes, diciendo que no podía entender cómo el nuevo Misal Romano es la 'expresión única de la lex orandi del Rito Romano', como el nuevo motu proprio dice. La Forma Extraordinaria de la Misa 'es una forma viva del Rito Romano y nunca ha dejado de serlo', señaló el Cardenal Burke ". Tampoco podía entender por qué el motu proprio entra en vigor de inmediato, ya que el decreto 'contiene muchos elementos que requieren estudio sobre su aplicación'". Agregó que" en su larga experiencia no ha presenciado la 'situación gravemente negativa' que describe Francisco en su carta".
El cardenal Walter Kasper, cuando se le pidió que comentara sobre Traditionis custodes, dijo que cree que la "abrumadora mayoría" de los fieles católicos están fuertemente en contra de la misa tridentina, y que algunos de los adherentes a la misa tridentina escandalizan a dicha mayoría al creer que la misa tridentina es la única verdadera misa católica y al rechazar el Vaticano II "más o menos en su totalidad". Añadió que algunos fieles que asisten a la misa tridentina han convertido los esfuerzos de Benedicto XVI por la reconciliación en división, y han golpeado "el corazón mismo de la unidad de la Iglesia".
El cardenal Gerhard Ludwig Müller, que se desempeñó como prefecto de la Congregación para la Doctrina de la Fe de 2012 hasta 2017, criticó la carta como "dura" y dijo: "En lugar de apreciar el olor de las ovejas, el pastor aquí las golpea con fuerza con su cayado". También contrastó el enfoque adoptado por Francisco para frenar el movimiento tradicionalista con su incapacidad para condenar "los innumerables abusos 'progresistas' en la liturgia [...] que equivalen a la blasfemia", pero sobre todo a las propuestas presentadas en el «camino sinodal»  de la Iglesia católica en Alemania en curso desde el 1 de diciembre de 2019 hasta 2023.
El cardenal Joseph Zen publicó una declaración en su blog personal, en la que dijo: "Muchas generalizaciones tendenciosas en los documentos [del motu proprio] han lastimado los corazones de muchas personas buenas más de lo esperado". Añadió que creía que muchas personas que habían sido perjudicadas por las restricciones "nunca han dado la menor razón para ser sospechosas de no aceptar la reforma litúrgica del [Concilio Vaticano II]".
El sacerdote jesuita estadounidense y consultor del Dicasterio para la Comunicación del Vaticano, James Martin, escribió en America Magazine, que "En general, estoy de acuerdo con el motu proprio de Francisco, no simplemente basado en mi propia experiencia de la creciente división sobre la Misa, sino incluso más sobre su consulta con obispos de todo el mundo que han valorado las experiencias del Pueblo de Dios".
El presidente de la USCCB, José Horacio Gómez, declaró: "Acojo con satisfacción el deseo del Santo Padre de fomentar la unidad entre los católicos que celebran el Rito Romano. A medida que se implementan estas nuevas normas, animo a mis hermanos obispos a trabajar con cuidado, paciencia, justicia y caridad, ya que juntos fomentamos una renovación eucarística en nuestra nación".
Varios obispos estadounidenses enfatizaron que incluso bajo las nuevas pautas, la Misa tridentina continuaría ofreciéndose en sus diócesis.
La Conferencia Episcopal de Francia afirma que los obispos de Francia "desean expresar a los fieles que celebran habitualmente según el Misal de San Juan XXIII, y a sus pastores, su cuidado, la estima que tienen por el celo espiritual de estos fieles, y su determinación de continuar juntos la misión, en la comunión de la Iglesia y según las normas vigentes". Añade que "El motu proprio Traditionis custodes y la carta del Santo Padre a los obispos que la introduce son una exigente llamada a toda la Iglesia a una auténtica renovación eucarística. Nadie puede prescindir de ella".

#### Católicos tradicionalistas
Los católicos tradicionalistas "inmediatamente denunciaron [Traditionis custodes] como un ataque a ellos y a la liturgia antigua". The Tablet, una publicación católica británica, informó que muchos católicos tradicionalistas estaban enojados por Traditionis Custodes, afirmando además que los tradicionalistas expresaron su preocupación de que ciertos obispos usarían el motu proprio para prohibir la misa tridentina dentro de sus diócesis.
Joseph Shaw, presidente de la Latin Mass Society de Inglaterra y Gales, dijo que el motu proprio parecía "deshacer por completo las disposiciones legales hechas por el papa Benedicto para la Misa tradicional, y llevarnos de regreso no solo a la situación antes de la carta apostólica Summorum Pontificum, sino incluso antes de 1988, cuando el papa Juan Pablo II describió la Misa más antigua como una 'aspiración legítima' de los fieles ". También afirmó que Traditionis Custodes fue un "documento asombroso, excediendo nuestras peores expectativas. El papa Francisco ha deshecho completamente los arreglos de Summorum Pontificum y ha coronado una situación que parece completamente inviable, prohibiendo la Forma Extraordinaria en las iglesias parroquiales". He also published a blog post on the subject on the Society's website.
La Fœderatio Internationalis Una Voce emitió una declaración oficial, oponiéndose a la impresión de aquellos que adoraban con la Misa Tridentina como desobedientes a la Iglesia y al Concilio Vaticano II.
La Fraternidad Sacerdotal de San Pedro en un comunicado dijo que "había recibido con sorpresa el motu proprio Traditionis custodes del papa Francisco". Agrega que, dado que la Fraternidad está aprobada canónicamente, y siempre ha sido fiel a todo el Magisterio de la Iglesia y al Papa, "Hoy, por tanto, la Fraternidad de San Pedro se siente profundamente entristecida por las razones aducidas para limitar el uso del Misal del Papa San Juan XXIII, que está en el centro de su carisma".
Por otra parte, monseñor Fernando Rifan, obispo de la Administración apostólica personal San Juan María Vianney, cuyos miembros usan exclusivamente el Misal de 1962, declaró que ellos, como católicos, aceptan esta guía del papa Francisco, una intervención provocada por los abusos de muchos llamados tradicionalistas, quienes, sin respetar lo que deseaba Benedicto XVI, usaron la Misa en la forma tradicional para atacar al papa y al Concilio Vaticano II.

## Actuación

### Responsa ad dubia
En respuesta a solicitudes dirigidas a ele, el Dicasterio para el Culto Divino y la Disciplina de los Sacramentos (entonces llamado la Congregación para el Culto Divino y la Disciplina de los Sacramentos) publicó el 18 de diciembre de 2021 una carta con fecha 4 de diciembre de 2021 que contenía algunas Responsa ad dubia y notas explicativas.
Declaró que, en esas diócesis donde no sea posible encontrar un lugar sagrado distinto de la iglesia parroquial para acoger a los fieles que celebran con el Misal Romano de 1962, el obispo puede pedir a la Congregación una dispensa provisional para permitir esa celebración exclusivamente de un grupo determinado en una iglesia parroquial, pero no como parte de las actividades de la comunidad parroquial como tal.
El motu proprio hace obligatorio el uso de la lengua vernácula en las lecturas de la Misa. Estas deben ser tomadas directamente de una Biblia aprobada por la conferencia episcopal, dado que no se autorizará ningún leccionario vernáculo de las lecturas del Misal de 1962.
Solo a las parroquias personales erigidas canónicamente, no a otros grupos, el obispo diocesano puede permitir emplear el Ritual romano de 1952. A ningún grupo puede permitir usar el Pontifical romano precedente a la reforma litúrgica del Concilio Vaticano II.
Si un presbítero, al que se le ha concedido el uso del Misal de 1962, no reconoce la validez y la legitimidad de la concelebración — negándose en particular, a concelebrar en la Misa Crismal — el obispo debe (si no logra asegurarse que tal actitud no excluya la validez y la legitimidad de la reforma litúrgica, de los dictados del Concilio Vaticano II y del Magisterio de los Sumos Pontífices) retirarle dicha concesión.
La consulta de la Santa Sede con miras a autorizar a un sacerdote ordenado después del 16 de julio de 2021 de usar el Misal de 1962 es un pedido de licencia, no de opinión, como indica claramente el texto latino del motu proprio. Es recomendable que las concesiones de permiso a los que ya usan ese Misal sean para un tiempo limitado. El eventual permiso no vale fuera de la diócesis del obispo que lo haya otorgado.
El párroco o capellán que — en cumplimiento de su oficio — celebra los días feriales con el actual Missale Romanum, única expresión de la lex orandi del rito romano, no puede en el mismo día celebrar Misa, ni con un grupo ni privadamente, usando el Misal de 1962. Un presbítero autorizado a celebrar con el Misal de 1962 no puede celebrar el mismo día con el mismo Misal para otro grupo de fieles que ha recibido autorización.

### A nivel diocesano
Generalmente los obispos del mundo señalaron que la aplicación concreta de las nuevas normas papales en las diócesis individuales requería un tempo de estudio para decidir cuántas y cuáles permisos eventualmente conceder (decisión anunciada incluso para la diócesis de Roma tres meses más tarde) y por eso la misa de 1962 podía continuar celebrándose provisionalmente donde ya estaba en uso.
Excepcionalmente, la Conferencia Episcopal de Costa Rica declaró el 19 de julio de 2021, es decir solo tres días después de la publicación de Traditionis custodes, que en esa nación "ya ningún presbítero tiene autorización para seguir celebrando según la liturgia antigua". Los obispos ya estaban preocupados por las actividades del sacerdote Sixto Varela, entorno al que se había conformado un grupo que celebraba la misa tridentina. En 2018 él se refirió al presidente Carlos Alvarado Quesada y su esposa como "ateos disfrazados".
Otra excepción fue la conferencia episcopal de Eslovenia.
El 7 de octubre de 2021 fue anunciado que, en actuación del Traditionis custodes, los fieles pueden asistir a la misa de 1962 en la diócesis de Roma todos los días fuera del Triduo Pascual en la parroquia personal de la Iglesia de la Santísima Trinidad de los Peregrinos y en otras cuatro iglesias no parroquiales.
El 30 de noviembre de 2021, es decir, antes de las aclaraciones (Responsa ad dubia) publicadas por la Congregación para el Culto Divino y la Disciplina de los Sacramentos el 18 de diciembre del mismo año, la diócesis de Dresde-Meissen en Alemania limitó a dos iglesias filiales (no parroquiales) la celebración de la forma anterior a 1970 y solo en domingos alternos fuera del horario normal de misa y excluyendo cinco de la fiestas principales del año. Las lecturas debían ser en alemán y los demás sacramentos debían celebrarse según los ritos actualmente autorizados por la conferencia episcopal.
Después de las Responsa ad dubia, también otros obispos decretaron ya no permitir en sus diócesis bautizos, confirmaciones, bodas, etc. en la forma anterior. En la diócesis de Arlington en Estados Unidos, en la que 21 parroquias celebraban la misa tridentina, el obispo Michael Francis Burbidge anunció esto el 21 de diciembre de 2021. Y el 29 de julio de 2022 decretó que a partir del 8 de septiembre de mismo año será permisa la celebración de la misa tridentina ya no en 21 iglesias parroquiales sino solo en ocho iglesias u oratorios, entre los cuales tres iglesias parroquiales, para las cuales el Dicasterio para el Culto Divino y la Disciplina de los Sacramentos había concedido por dos años las necesarias dispensas, prorrogables a condición de continuar los esfuerzos a favor de la forma unitaria.
El 27 de diciembre de 2021, el Arzobispo de Chicago Cardenal Blase Joseph Cupich publicó la directiva de aplicación del motu proprio en su arquidiócesis. Reiteró los diversos del motu proprio y las aclaraciones del 4 de diciembre de 2021 de la Congregación para el culto divino y también ordenó que aquellos sacerdotes y grupos a los cuales el Arzobispo de Chicago permita celebrar Misa usando el Misal de 1962 celebren la eucaristía el primer domingo de cada mes, en Navidad, en el triduo pascual y en los domingos de Pascua y Pentecostés, utilizando exclusivamente los libros litúrgicos promulgados por Pablo VI y Juan Pablo II, ya sea en lengua vernácula o en latín y normalmente versus populum, "para promover y manifestar la unidad de esta Iglesia local, así como para brindar a todos los católicos de la arquidiócesis la oportunidad de ofrecer una manifestación concreta de la aceptación de la enseñanza del Concilio Vaticano II y sus libros litúrgicos". El Instituto de Cristo Rey Sumo Sacerdote decidió, en lugar de aceptar esta directiva, dejar de celebrar misa públicamente en Chicago. Otra orden de canónigos regulares presente en Chicago, la de San Juan Cancio, aceptó la nueva legislación.
El relativo decreto ejecutivo de la diócesis de Ratisbona en Alemania fue publicado el 2 de febrero de 2022:
1. Cesan aquellas costumbres que conciernen no la misa sino las celebraciones según los anteriores Rituale Romanum y Pontificale Romanum.
2. Si, a falta de alternativas, se desea celebrar misa según el Misal Romano de 1962 en una iglesia parroquial, se debe presentar una declaración escrita sobre las razones por las cuales el Ordinario del lugar pueda solicitar la necesaria dispensa a la Congregación para el culto ivino y la disciplina de los sacramentos.
3. Las lecturas indicadas en el Misal de 1962 deben ser realizadas en la traducción de las Sagradas Escrituras aprobada por la conferencia episcopal.
4. Entre semana, un sacerdote que por razones oficiales celebra Misa usando el Misal Romano actual, no puede celebrar otra Misa el mismo día con el Misal de 1962.
5. Caducan las autorizaciones que, aunque concedidas por el Summorum Pontificum a los párrocos, rectores de iglesias y los sacerdotes en general, pertenecen al Obispo local por razón de su oficio.